# The Ghost Inside
The Ghost Inside es una banda estadounidense de metalcore procedente de Los Ángeles, California, fundada en 2004. La banda actualmente está formada por el vocalista Jonathan Vigil, los guitarristas Zach Johnson y Chris Davis, el bajista Jim Riley y el baterista Andrew Tkaczyk. La banda ha lanzado cinco álbumes de estudio: Fury and the Fallen Ones (2008), Returners (2010), Get What You Give (2012), Dear Youth  (2014) y su más reciente trabajo Searching for Solace (2024). 

## Historia
The Ghost Inside es una banda cuyo nombre comenzó como A Dying Dream, luego bajo ese mismo lanzan un EP Now or Never firmando para Frontline Records. No mucho tiempo después, cambiaron su nombre por The Ghost Inside, y lanzaron un álbum de estudio titulado Fury and the Fallen Ones.
Su segundo álbum, titulado Returners, fue lanzado el 8 de junio de 2010 a través Mediaskare Records.
El 24 de febrero de 2011, se anunció que KC Stockbridge y The Ghost Inside se separaron mutuamente y que Andrew Tkaczyk estaría tocando la batería. Andrew fue anteriormente el baterista y principal compositor de la banda For the Fallen Dreams.
En 2012, la banda encabezó el viaje de la prensa alternativa, junto con Miss May I. Su primer lanzamiento por Epitaph Records Get What You Give que fue producido por Jeremy McKinnon vocalista de A Day to Remember y debutó en el puesto número 88 en el Billboard Top 200. El 8 de septiembre de 2014, la banda lanzó una nueva canción Avalanche.  Y el 16 de septiembre de 2014 Spotify filtró detalles de su nuevo álbum Dear Youth.
El 17 de noviembre de 2014, su segundo lanzamiento de Epitaph Records, Dear Youth, fue puesto en libertad y debutó en el n º 63. en el Billboard Top 200.
El 9 de enero de 2015, The Ghost Inside publicó en su página de Facebook que se están separando del miembro fundador y guitarrista principal Aaron Brooks, dejando a Jonathan Vigil como el último miembro original de la alineación actual.
En la mañana del 19 de noviembre de 2015, el autobús turístico de la banda colisionó con un remolque tractor mientras se dirigía al oeste hacia Meza, Arizona en la US Highway 180, ocho millas al este del puesto fronterizo de patrulla fronteriza afuera de El Paso, Texas.
Los conductores de ambos vehículos murieron, mientras que las diez personas restantes en el autobús sobrevivieron. Jonathan Vigil, Zach Johnson, Andrew Tkaczyk y otros dos fueron hospitalizados en estado crítico.
El 13 de enero de 2016, el vocalista Jonathan Vigil publicó su primera actualización desde el accidente: en Instagram, declaró sus heridas y su agradecimiento al "estar vivo".
Al día siguiente, el baterista Andrew Tkaczyk confirmó a través de su cuenta de Instagram que el accidente había provocado que perdiera una de sus piernas luego de un coma inicial de diez días.
El 22 de marzo de 2016, durante la transmisión en vivo del anuncio de la banda Warped Tour de ese año, se anunció que The Ghost Inside tocaría en el Warped Tour 2017. Un anuncio que con mucha anticipación no tuvo precedentes. Ellos fueron la primera banda anunciada para la gira. El 23 de marzo de 2016, Chris Davis, exintegrante de Texas in July, fue anunciado como miembro oficial después de una gira con la banda desde 2015.
El 10 de febrero de 2017, Jonathan Vigil anunció que la banda no podría actuar en Warped Tour 2017. Warped Tour anunció que continuarán manteniendo su lugar para la banda hasta que estén lo suficientemente bien como para tocar, a pesar de que el Warped Tour está completamente cruzado, el formato de país se retiró el año siguiente.
El 17 de abril de 2018, la banda celebró su primera práctica desde el accidente. El 30 de abril de 2018, la banda confirmó y aseguró a sus fanáticos con una declaración en la que dijeron "sí, hay un futuro".
El 22 de abril de 2020, la banda lanzó un nuevo sencillo, "Aftermath", y anunció su álbum homónimo que se lanzó el 5 de junio de 2020.
El 6 de junio de 2020, Ghost Inside anunció que se habían separado del bajista Jim Riley luego de un presunto comentario racial que supuestamente hizo en 2015. Sin embargo, en una entrevista en septiembre, la banda afirmó que reincorporaron a Riley después de determinar que era la "llamada equivocada" para sacarlo del grupo.
El 5 de febrero de 2024, la banda lanzó un nuevo sencillo, "Wash It Away", y anunció su próximo sexto álbum, Searching for Solace, que se lanzará el 19 de abril de 2024.

## Miembros
| Miembros actuales - Jonathan Vigil – voz (2004–presente) - Zach Johnson – guitarra líder, coros (2015–presente), guitarra rítmica (2008–2015) - Jim Riley – bajo, coros (2009–presente) - Andrew Tkaczyk – batería (2011–presente) - Chris Davis – guitarra rítmica, coros (2016–presente; músico de tour 2015–2016) | Antiguos miembros - Ryan Romero – guitarra (2004–2006) - Josh Navarro – guitarra (2004–2006) - Anthony Rivera – batería (2004–2006) - Tyler Watamanuk – bajo (2004–2008) - Aaron Brooks – guitarra líder, coros (2004–2015) - KC Stockbridge – batería (2006–2011) - Soyer Cole – guitarra rítmica (2006–2008) - Garrett Harer – bajo (2008–2009) |

## Discografía
Álbumes de estudio
- 2008 - Fury and the Fallen Ones
- 2010 - Returners
- 2012 - Get What You Give
- 2014 - Dear Youth
- 2020 - The Ghost Inside
- 2024 - Searching for Solace

EP
- 2005 - Now or Never
- 2006 - Now or Never (Reissue)

## Videografía
| Fecha | Nombre              | Álbum de estudio         |
| ----- | ------------------- | ------------------------ |
| 2008  | In The Desert       | Fury and the Fallen Ones |
| 2010  | Unspoken            | Returners                |
| 2010  | Chrono              | Returners                |
| 2012  | Engine 45           | Get What You Give        |
| 2013  | The Great Unknown   | Get What You Give        |
| 2014  | Dear Youth (Day 52) | Dear Youth               |
| 2015  | Out of Control      | Dear Youth               |
| 2020  | Aftermath           | The Ghost Inside         |